# .um
.um — в Інтернеті, національний домен верхнього рівня (ccTLD) для Американських Малих Зовнішніх островів.